# Pedro Sainz Rodríguez
Pedro Sainz Rodríguez (Madrid, 1897 – ibidem, 1986) était un critique littéraire, historien de la littérature, bibliographe, éditeur, haut fonctionnaire, homme politique, académicien et professeur d’université espagnol.
Issu d’une famille de médecins, mais attiré par les études littéraires, il s’inscrivit à la faculté de philosophie et lettres de l’université centrale de Madrid, où il fonda une revue littéraire et subit l’influence des idées de Menéndez Pelayo et de Valera, davantage que de la Génération de 98. Nommé à l’âge de 23 ans professeur à l’université d'Oviedo, il noua amitié avec Francisco Franco, alors en poste dans les Asturies. Son idéologie, dérivée directement de Costa et de Giner de los Ríos, cultivait le concept d’hispanité et mettait en avant une vision de l’histoire de l'Espagne épurée de toute influence étrangère. Se désolant de ce que l’ancienne unité et unanimité du peuple espagnol, telles qu’elles prévalaient au bas Moyen Âge et à l’époque de la Contre-Réforme, aient été saccagées pendant le siècle des Lumières, son objectif consistait dès lors à reconstruire une unanimité de sentiment, une unité religieuse et une adhésion patriotique aveugle, au moyen d'une uniformisation sociale et idéologique des Espagnols obtenue par la propagande et la revalorisation des auteurs classiques. À l’instar de Menéndez Pelayo, Sainz Rodríguez considérait que le catholicisme était la principale garantie de cohésion des diverses populations et régions d’Espagne.
Sous la dictature de Primo de Rivera, il fit figure d’opposant modéré, critiquant notamment la politique trop centralisatrice du pouvoir militaire et s’insurgeant en 1924 contre la destitution et l’exil d’Unamuno et d’autres intellectuels. Néanmoins, il intégra en 1927 l’Assemblée nationale consultative, où il réprouva les plans du gouvernement pour l’enseignement moyen (août 1925), car contraires à ses principes humanistes et civilisationnels et faisant la part trop belle aux savoirs techniques spécialisés au détriment de la culture humaniste. Monarchiste conséquent, estimant que le comportement du dictateur sapait le prestige de la royauté, et constatant le peu de cas qui était fait de ses interpellations, il finit par démissionner en mars 1929. 
Après la proclamation de la République en 1931, Sainz Rodríguez fut membre et cofondateur de différents partis et groupements de droite traditionaliste, en particulier du Bloque nacional, favorable à la monarchie traditionnelle et dirigée par Calvo Sotelo, et sut se faire élire plusieurs fois député monarchiste pour Santander. Il participa au complot en vue du coup d’État de juillet 1936 et, en accord avec l’exigence de l’Église de garder la haute main sur l’éducation et l’enseignement, fut désigné par Franco en janvier 1938, en pleine Guerre civile, ministre de l’Éducation nationale dans son premier gouvernement. En qualité de ministre, il édicta en septembre 1938 la Loi régulant les études du baccalauréat, qui visait à réformer les habitudes de vie des classes dirigeantes espagnoles dans un sens catholique et traditionaliste, dans l’objectif général de faire advenir l’État traditionnel ancien en restaurant la cohésion nationale à travers une religion commune et un ensemble partagé de références à une certaine tradition littéraire. Dans le même esprit, il fit éditer sous son égide les œuvres complètes de Menéndez Pelayo et pilota aussi l’opération de purge du personnel enseignant républicain antérieur.
Peu après la fin de la Guerre civile, ses désaccords croissants avec la politique de Franco débouchèrent sur sa destitution comme ministre. Impliqué dans les intrigues monarchistes, et risquant une mesure d’assignation à résidence, il s’exila en juin 1942 à Lisbonne, où il devint l’un de ses conseillers les plus proches du prétendant au trône Juan de Bourbon et membre du Conseil privé de celui-ci. Il ne revint en Espagne qu’en 1969, pour prendre possession de sa chaire à l’université de Comillas de Madrid.

## Jeunes années et formation
Fils et petit-fils de médecins, Pedro Sainz Rodríguez vint au monde en 1897 à Madrid, rue Barrionuevo (actuelle rue Conde de Romanones, non loin de la Plaza Mayor), au sein d’une famille aisée. Son grand-père, originaire d’un village de La Rioja, s’était établi dans la capitale espagnole pour y exercer la médecine. Son fils Agustín Sainz Espinosa, qui emboîta le pas de son père dans la carrière médicale, épousa Presentación Rodríguez Castillo, native de Santander. Pedro Sainz Rodríguez était le troisième d’une fratrie comprenant quatre garçons et une fillette mort-née,,.
Son père n’ayant pas confiance dans l’école publique de l’époque, qui changeait sans cesse au gré des politiciens au pouvoir, choisit une équipe de professeurs, qu’il chargea de donner à ses fils des cours de littérature, de sciences, de langues étrangères, de piano etc. à son domicile. C’est donc en tant qu’élèves libres et à la maison qu’Antonio, Pedro et Enrique allaient préparer leur baccalauréat, sous la direction du bibliophile Justo García Soriano, qui à l’âge de seulement 22 ans s’était vu décerner des mains du roi Alphonse XIII les Prix Extraordinaires Manuel Rivadeneyra de l’Académie royale espagnole. La fréquentation du jeune professeur éveilla chez Sainz Rodríguez une telle dilection pour les livres qu’il employa toutes ses économies à se constituer une bibliothèque personnelle, laquelle allait s’enrichir au fil du temps jusqu’à comprendre, au moment où il en fit don à la Fundación Universitaria Española, plus de cinquante mille titres. Sainz Rodríguez passa ses examens dans les collèges San Isidro et Cardenal Cisneros à Madrid, où il brilla particulièrement dans les matières littéraires et impressionna les examinateurs par sa précocité et par son érudition. Il entreprit ensuite, dès l’âge de 16 ans, des études supérieures littéraires par vocation, et de droit par obligation (suivant les souhaits de son père), à l’université centrale de Madrid. En 1915, il fonda, et dirigea de fait, la revue universitaire Filosofía y Letras, publication mensuelle qui eut pour effet de resserrer les liens entre professeurs et étudiants,. La revue était fort influencée par les idées de Menéndez Pelayo, par suite de la lecture qu’avait faite de son œuvre Sainz Rodríguez et par le magistère du polygraphe de Santander Adolfo Bonilla y San Martín, qui avait été le disciple le plus notable de Menéndez Pelayo. Dans les années de la Grande Guerre, Sainz Rodríguez se montra « plus proche, par son éducation, ses amitiés et ses idées » de la tendance « germanophile ». Il était président de l’Association des étudiants en philosophie et lettres et de la Fédération nationale des étudiants, auquel titre il assista en représentation de l’Espagne au Congrès des associations d’étudiants réuni à Strasbourg. Il obtint son doctorat en philosophie et lettres à l’université Centrale, avec mention très bien (premio extraordinario), avec une thèse sur Bartolomé José Gallardo, bibliophile et érudit estrémègne du XIXe siècle. En compagnie de son professeur Adolfo Bonilla, il visita la bibliothèque de Menéndez Pelayo, quand celle-ci n’avait pas encore été ouverte au public, se promena en landau par la rue Ancha de San Bernardo, et dialogua avec lui sur des sujets littéraires dans le Café Suizo ou au Lion d’Or, montrant une érudition telle qu’Adolfo Bonilla l’appelait le « successeur de Menéndez Pelayo ». Cependant, quand on se penche sur sa première formation intellectuelle, il apparaît que les auteurs de la Génération de 98 n’y eurent aucun rôle, sinon un rôle tout à fait mineur ; bien plutôt, Sainz Rodríguez lui-même se considérait comme l’héritier des critiques dix-neuviémistes immédiatement antérieurs, en particulier de Menéndez Pelayo et, accessoirement, de Juan Valera, et du reste ne commença à frayer avec Unamuno, Maeztu, Azorín et Menéndez Pidal qu’à partir des années 1920, et il ne fait pas de doute que pour Sainz Rodríguez la relation entre lui et eux en était une d’égal à égal, sans qu’il leur ait reconnu aucune autorité de maître à disciple.
À Madrid, il s’engagea assidûment dans les missions de l’institution culturelle madrilène privée Ateneo, où il remplit la charge de bibliothécaire et de secrétaire de la section des sciences historiques, et ou il lui fut donné de fréquenter le Comte de Romanones lorsque celui-ci en était président.

## Carrière universitaire et influences intellectuelles
En 1920, à l’âge d’à peine 23 ans, il devint, sur concours, titulaire de la chaire de Langue et Littérature espagnoles à l’université d'Oviedo, après avoir étonné son auditoire par son érudition. (Selon ce qu’il raconte lui-même dans son autobiographie, il avait depuis ses quatorze ans la curieuse distraction d’assister à Madrid aux concours de titularisation de chaires de l’université et de l’Institut, ce qui lui avait permis d’acquérir les habilités nécessaires, dont il usa en temps opportun.) À Oviedo, son cours inaugural de l’année universitaire 1921-1922 avait pour titre « La obra de Clarín » (littér. « l’Œuvre de Clarín »). Il fut plus tard désigné doyen de la faculté de philosophie et lettres et connut alors le futur général Franco, avec qui il se lia d’amitié,.
En octobre 1923, il fut nommé après concours professeur titulaire de la chaire de bibliologie de l’université Centrale de Madrid, à la suite de quoi, pour fêter sa nomination et lui rendre hommage, près d’une centaine de professeurs d’université et d’amis se réunirent le 3 novembre au restaurant Molinero. Dans son fameux discours, prononcé à l’occasion de l’ouverture du cursus universitaire 1924-1925 et intitulé « Evolución de las ideas sobre la decadencia española » (littér. Évolution des idées sur la décadence espagnole), il exposa ses vues sur l’apport des écrivains fin de siècle à la culture espagnole, où l’on relève que Sáinz Rodríguez n’était intéressé ni par les commentaires d’Azorín sur Montaigne, ni par les invectives de Baroja contre la « mesquinerie » (roña) des peuples d’Espagne, ni par la spiritualité singulière de Valle‐Inclán ; la partie de la Génération de 98 qui, au contraire, l’interpellait était celle qui s’alimentait directement de Costa et de Giner de los Ríos, c’est-à-dire d’un discours tendant à privilégier et à s’immerger dans ce qui est essentiellement hispanique et mettant en avant une vision de l’histoire de l’Espagne épurée de toute distorsion étrangère. Sainz Rodríguez s’était bien avisé que les textes les plus déterminants d’Unamuno, de Maeztu ou d’Azorín sont ceux qui, concomitamment à la demande d’européanisation, s’appliquent à revaloriser les classiques espagnols, en leur conférant un sens historique bien défini.
Ce que Sainz Rodríguez se désolait de ne plus voir en Espagne et qui aurait existé au bas Moyen Âge et dans les temps de la Contre-Réforme, c’était l’unité du peuple espagnol et l’unanimité de ses aspirations sociales et religieuses. Son objectif dès lors était de parvenir à reconstruire une unanimité de sentiment, brisée pendant le siècle des Lumières, et une adhésion patriotique acritique, en s’appuyant sur une uniformisation sociale et idéologique des Espagnols au moyen de la propagande et de l’étude consciencieuse des auteurs classiques. L’Espagne, selon Sainz Rodríguez, n’était réellement entrée dans une phase de décadence et de prostration morale qu’à partir du moment où fut définitivement rompue l’unité religieuse des Espagnols, laquelle unité faisait du roi aussi bien que du dernier des mendiants espagnols les pièces irremplaçables du tissu qui constitue la personnalité historique d’une nation. Ainsi Sainz Rodríguez emboîtait-il le pas à Menéndez Pelayo, qui considérait que, face à la présence en Espagne d’un incontestable pluralisme culturel remontant au Moyen Âge, le catholicisme était la principale garantie de cohésion des populations et des régions d’Espagne. C’est pourquoi également Sainz Rodríguez s’évertua, dans son discours de 1924, de dépeindre les épisodes de l’histoire espagnole, y compris les plus discutables (tels que la conquête de l’Amérique et l’Inquisition), comme des opérations institutionnelles des plus populaires (« popularísimas »), trouvant leur origine directe dans les ordres et les classes inférieurs de la population et bénéficiant de leur adhésion aveugle et « inébranlable », alors qu’à l’inverse, et surtout à partir de l’encyclopédisme, toute révision critique de la religiosité officielle en Espagne fut l’œuvre d’une camarilla de rancuneux (« resentidos »), d’une « minorité intellectuelle » sans assise réelle ni dans le peuple, ni dans le pays.

## Activité politique et intellectuelle

### Sous la dictature de Primo de Rivera
Sainz Rodríguez était l’auteur et le premier signataire du manifeste des écrivains castillans pour la défense de la langue catalane, qui fut contresigné par 120 intellectuels connus opposés à la politique trop centralisatrice du Directoire militaire, puis remis à Primo de Rivera le 1er avril 1924,. Cette action, et surtout son discours d’ouverture (évoqué ci-haut) de l’année universitaire 1924-1925 traitant des différentes conceptions de la décadence espagnole, lui valurent une soudaine notoriété et une auréole d’opposant modéré à la dictature de Primo de Rivera. Sainz Rodríguez en effet se montrait critique vis-à-vis de la politique menée par le pouvoir militaire, qui se proposait gaillardement de résoudre les problèmes de l’Espagne en 90 jours ; en particulier, il s’éleva contre le gouvernement militaire lorsque celui-ci eut publié l’Ordre royal du 20 février 1924 destituant de leurs fonctions Unamuno et d’autres intellectuels, et les condamnant à l’exil. Ayant exposé ses idées sur la décadence espagnole en plein Directoire militaire, il passait aux yeux de la majorité pour le porte-parole de la conscience collective des intellectuels. Néanmoins, dans la première phase du Directoire civil, ses dons d’écrivain et de chercheur reçurent la reconnaissance officielle sous la forme de l’octroi, en 1926, du Prix national de littérature (Premio Nacional de Literatura) pour son ouvrage Introducción a la Historia de la Literatura Mística en España, édité l’année suivante, prix qu’il dut partager avec Manuel Azaña, couronné lui aussi, pour ses travaux sur Juan Valera. En outre, lorsque le dictateur convoqua en 1927 l’Assemblée nationale consultative, dans le but de donner une continuité institutionnelle à son régime, il désigna Sainz Rodríguez comme l’un des membres de ladite assemblée. Au sein de cet organisme, il s’employa, de concert avec une vingtaine d’autres enseignants d’université, à défendre les intérêts culturels du pays, critiquant notamment le 29 octobre 1927 à l’assemblée le projet de décret sur le Nouveau Plan pour l’enseignement moyen, promulgué le 26 août 1925 et réprouvé par lui au regard de ses principes humanistes et culturels. Dans le discours qu’il prononça à cette occasion, il souligna que les mesures seraient très impopulaires et qu’il était insensé d’obliger un enfant de douze ans à décider s’il allait suivre un baccalauréat scientifique ou de sciences humaines. Cette critique de l’action du ministre Callejo fait figure de préambule à sa propre loi de 1938, que sous-tendait l’idée fondamentale de l’inanité des connaissances techniques spécialisées avant que l’élève n’ait réussi à acquérir une culture humaniste satisfaisante. D’autre part et de façon générale, Sainz Rodríguez s’opposait au dictateur Primo de Rivera en raison d’un positionnement monarchiste cohérent, Sainz Rodríguez estimant que le comportement du dictateur minait le prestige de la Couronne et de la royauté incarnée par Alphonse XIII, institutions qu’il considérait comme les véritables points d’articulation de la communion entre tous les Espagnols. Aussi fut-il l’un des instigateurs de la Liga Democrática, fondée en opposition au parti officiel Unión Patriótica. Affecté par les sanctions prises à l’encontre de l’université et par le peu de cas qui était fait de ses interpellations à l’assemblée, il finit en mars 1929 par présenter sa démission ; à ses désaccords avec la politique éducative de la dictature s’était ajoutée, comme élément déclencheur, la fermeture de l’université centrale de Madrid, décidée par le pouvoir afin de prévenir toute manifestation de l’opposition étudiante.
Entre-temps, il avait fondé en 1927, avec Ignacio Bauer et Manuel Luis Ortega, la maison d'édition Compañía Ibero-Americana de Publicaciones (sigle CIAP), dont il assuma la direction littéraire, réalisant à ce titre un notable travail d’éditeur, jusqu’à la faillite de l’entreprise. Entre autres initiatives, il créa la Biblioteca de Clásicos Olvidados (littér. Bibliothèque des classiques oubliés). Lorsque la CIAP fit acquisition en 1929 de la revue La Gaceta Literaria, ce fut lui qui en devint le conseiller et le directeur, aux côtés d’Ernesto Giménez Caballero,. Vers la fin janvier 1930, su nom apparaissait dans la presse comme possible ministre de l’Instruction publique dans le cabinet ministériel qu’était en train de former le général Berenguer après la démission de Primo de Rivera, information qui resta toutefois à l'état de rumeur.

### Sous la Deuxième République

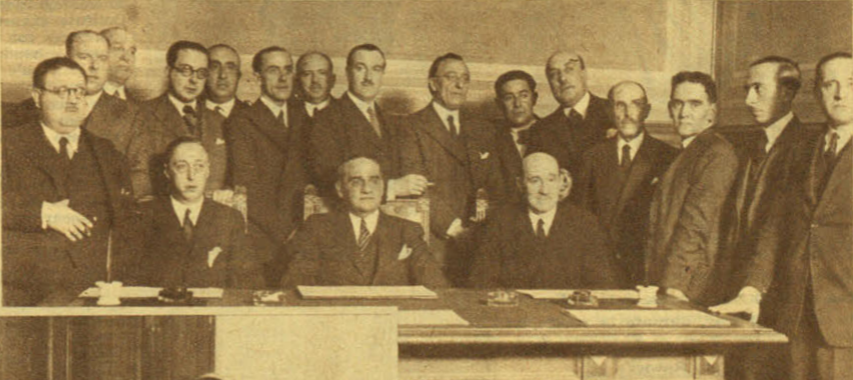
Réunion du parti Renovación Española (Sainz Rodríguez se tient debout tout à gauche).

Aux élections de juin 1931, convoquées après la proclamation de la Seconde République, Sainz Rodríguez réussit à se faire élire député pour la circonscription de Santander, sous l’étiquette de l’Agrupación Regional Independiente, politiquement située à droite, recueillant 22 490 suffrages (sur un effectif de 84 082 électeurs, desquels 64 755 avaient exprimé leur vote). Il se rangea dans la minorité agraire et s’opposa au projet de constitution républicaine, par un discours de critique d’ensemble qu’il prononça le 8 septembre 1931.
Sainz Rodríguez était un membre éminent du groupe d’intellectuels contre-révolutionnaires Acción Española, et ce dès sa fondation par Ramiro de Maeztu et Eugenio Vegas Latapié fin 1931 ; s’il n’a guère collaboré à la revue homonyme, il déploya en revanche une activité très notable comme orateur et conférencier. Il milita ensuite dans le parti Rénovation espagnole, sitôt que le parti eut été fondé en février 1933, lorsqu’un groupe d’illustres monarchistes alfonsins, emmenés par Antonio Goicoechea, eut fait sécession d’Acción Popular. Ce parti, peu tolérant, à l’instar d’Acción Española, prônait la monarchie traditionnelle et la conscience catholique telles que théorisées dans les écrits de Menéndez Pelayo et de Vázquez de Mella. Sainz Rodríguez fut à nouveau élu député, également pour Santander, à l’élection de novembre 1933, et après l’élection de février 1936 siégea de nouveau comme député monarchiste, une fois encore pour la circonscription de Santander.
Il fut aussi le cofondateur vers la même époque de la Sociedad Anónima de Enseñanza Libre (littér. Société anonyme de l’enseignement libre, sigle SADEL), qui s’était assigné pour objectif d’obtenir que l’enseignement par les ordres religieux soit protégé légalement, et, en tant que député, défendit l’enseignement confessionnel. Il favorisa l’union des partis de droite et créa en 1934, lorsque José Calvo Sotelo revint d’exil, le Bloque Nacional,.

## Guerre civile

### Soulèvement de juillet 1936
Conspirateur de longue date, il aida à tramer le complot à l’origine du soulèvement militaire de juillet 1936, travaillant en particulier comme agent de liaison avec le général José Sanjurjo. Par les recherches de l’historien Ángel Viñas, qui découvrit en 2013 quatre contrats dans les archives de la Fundación Universitaria Española, où sont conservés les documents personnels de Sainz Rodríguez, il a été démontré que le 1er juillet 1936, celui-ci signa plusieurs contrats avec la société italienne de construction aéronautique SIAI-Marchetti pour l’acquisition de 40 appareils italiens modernes — bombardiers, avions de chasse et hydravions —, en plus de milliers de bombes, d’essence éthylée, de mitrailleuses et de projectiles, qui allaient être utilisés lors du soulèvement.
Dans ses mémoires, Sainz Rodríguez — avec un cynisme politique et moral déconcertant, estime l'historien Julio Aróstegui — impute à la République la responsabilité de la Guerre civile, pour s’être évertué à résister au coup d’État de juillet et de ne pas s’être d’emblée donnée pour vaincue. Selon Sainz Rodríguez, le putsch aurait pu rester « limité à ce rien-de-plus, sans nécessité d’une guerre de trois ans pour liquider le problème », n’eût été « l’intransigeance des républicains, qui préférèrent jeter l’Espagne dans un conflit sanglant, quitte à sacrifier le régime [...]. La République préféra lancer la nation dans une guerre plutôt que de se donner pour vaincue ».

### Ministre de l’Éducation nationale (janvier 1938-avril 1939)
Sainz Rodríguez, qui avait déployé des activités conspiratrices fébriles depuis 1932, apporta son appui au soulèvement de juillet 1936, escomptant que serait instauré en Espagne un État modéré qui se mettrait en demeure de redresser la politique anti-traditionaliste de la République, et n’envisageant aucunement l’avènement d’une dictature de quarante ans où un général s’autoriserait à « instituer », au lieu de « restaurer », la monarchie en Espagne.
En août 1937, Sainz Rodríguez fut nommé Délégué national à l’Éducation et à la Culture, puis, en octobre de la même année, membre du premier Conseil national du nouveau parti unique FET y de las JONS. Ces nominations préludaient à sa participation en janvier 1938 au premier gouvernement de Franco, où il se vit confier le portefeuille de l’Instruction publique, lequel passa par la suite, à son instigation, à s’appeler ministère de l’Éducation nationale,. La composition de ce premier gouvernement franquiste devait incarner l’équilibre entre les factions du camp nationaliste, l’Église ayant exigé en l’occurrence, pour salaire de son appui à Franco lors du soulèvement, la mainmise sur le domaine qu’elle considérait comme étant traditionnellement le sien, à savoir l’éducation et l’enseignement. La Phalange pour sa part, en tant que parti unique, allait s’efforcer de s’imposer par le biais de la presse et des autres médias de masse. De là vient la répartition des compétences dans cette première équipe gouvernementale : au ministère de l’Intérieur (Services nationaux de Presse et de Propagande), les phalangistes ;  dans celui de l’Éducation, les monarchistes d’Acción Española, avec Sáinz Rodríguez à sa tête, sous la surveillance sourcilleuse du cardinal Gomá, primat d’Espagne. Préalablement, dans le désir (non exaucé) de s’assurer de la non-ingérence phalangiste dans la sphère éducative, Sáinz Rodríguez avait été nommé délégué national à la Culture et à l’Enseignement de la FET y de las JONS, fonction à partir de laquelle, comme lui-même devait l’affirmer, « rien ne se faisait ». Après la conclusion de l’accord culturel hispano-allemand en janvier 1939, lequel « affligea profondément » le pape Pie XI, car cela équivalait selon lui à « une humiliation de la conscience catholique espagnole », le cardinal Gomá, se faisant le relais du souverain pontife, protesta auprès de Sainz Rodríguez, qui en retour lui donna toutes les garanties attendues en lui assurant que l’idéologie nazie était incompatible avec la doctrine officielle de l’Espagne.
Son mandat ministériel dura quatorze mois à peine, jusqu’à son limogeage décidé en avril 1939 et avalisé par le remaniement gouvernemental de début août 1939. Il établit le siège de son ministère à Vitoria et le réorganisa autour des services suivants : Enseignement supérieur et moyen, Enseignement primaire, Enseignement professionnel et technique, et Beaux-arts. Il choisit pour sous-secrétaire Alfonso García Valdecasas.
Dans le but de promouvoir les études classiques en Espagne, il fit promulguer le 20 septembre 1938  la Loi régulant les études du baccalauréat d’orientation classique et humaniste (en espagnol Ley reguladora de los estudios de bachillerato de orientación clásica y humanística), qui visait à réformer les habitudes de vie des classes dirigeantes espagnoles dans un sens catholique et traditionaliste. Par cette loi, la mystique devait trouver sa traduction sur le plan juridique et façonner à nouveau les mœurs de la jeunesse, afin de faire advenir l’État ancien, celui traditionnel, le seul que Sainz Rodríguez considérait véritablement espagnol et le seul qui mérite le qualificatif de « national ». Pour y parvenir, il fallait éviter qu’au moment où l’élèvé entame son baccalauréat la formation technique ne vienne accaparer les programmes scolaires centralisés, ce pourquoi Sainz Rodríguez, ainsi qu’il l’explique dans ses mémoires, se mit en devoir de décentraliser les options éducatives en faveur de la liberté pour les familles de modeler à leur gré l’instruction de leurs enfants, c’est-à-dire d’empêcher l’État de s’immiscer dans l’éducation religieuse des classes représentées par la droite politique. À cette volonté de sauvegarde de la catholicité, le ministre Sainz Rodríguez donna corps en renforçant les humanités dans un baccalauréat qu’il voulait « formatif, classique, cyclique, et préalable obligé à l’enseignement supérieur universitaire » — formatif, car dispensant les matières fondamentales que devait maîtriser le citoyen cultivé ; classique, car répondant à la nécessité de connaître le grec ancien, le latin et l’histoire d’Espagne ; cyclique, car conçu comme une expansion année après année des thèmes de l’année antérieure ; et obligatoire, car il définissait les caractéristiques que devait posséder tout candidat aspirant à poursuivre des études supérieures. L’objectif général de Sainz Rodríguez était de réaliser l’union de tous les Espagnols à travers une religion commune, complétée par un ensemble de références partagées propres à consolider la cohésion nationale par l’identification à une tradition littéraire déterminée. À cette même fin, il recommandait par décret certaines œuvres littéraires à l’intention de toutes les bibliothèques et écoles d’Espagne, dont symptomatiquement El muchacho español de José María Salaverría. Son plan pour le baccalauréat allait rester en vigueur pendant de longues années,.
Toujours dans le cadre de ses fonctions de ministre, il créa la Direction des archives, des bibliothèques et du registre de la propriété intellectuelle au sein du ministère de l’Éducation nationale ; fonda et organisa, en sa qualité de vice-président, l’Instituto de España, dont étaient membres les académiciens des différentes Académies royales, « réunis en Corporation nationale au titre de Sénat de la culture espagnole » ; donna le jour en 1939 à l’ordre d'Alphonse X le Sage, destiné à récompenser ceux qui se seront distingués dans les sciences, les arts, l’enseignement ou se seront particulièrement dévoués aux intérêts culturels espagnols. Depuis son ministère de l’Éducation nationale, il pilota tout le processus de purge et d’épuration du système éducatif républicain, lequel processus englobait toutes les sphères de l’enseignement et du professorat (universitaire, secondaire et primaire) et fut une opération de longue haleine — l’ensemble du processus ne sera en effet déclaré clôturé qu'en 1944 —, mais que Sainz Rodríguez pourtant omet de mentionner dans ses mémoires. Il publia à cette fin un Ordre du ministère de l’Éducation nationale en date du 11 mars 1938 définissant le cadre des activités des commissions d’épuration et fixant le fonctionnement de l’appareil administratif appelé à contrôler et à centraliser l’ensemble du processus afin de lui donner un caractère plus homogène ; il mit en place une Officine technico-administrative avec rang de Section spéciale chargée de la mise en œuvre procédurale des ressources et de la constitution des dossiers dans le cadre de l’épuration du personnel enseignant ; et ultérieurement, par Ordre ministériel du 19 mars 1939, il mit sur pied la Commission spéciale de sentence (Comisión Especial Dictaminadora). . Cependant, dans ses mémoires, il écrit, comparant sa propre attitude avec celle de Franco signant des peines de mort d’une façon qu’il nomme « professionnelle » (c'est-à-dire en accord avec sa mentalité militaire) : « Quant à moi, quand il me fallait sanctionner un fonctionnaire pour tel ou tel motif, je passais la nuit préoccupé, songeant au préjudice que cela pourrait lui causer »,.
Sous son égide furent éditées les œuvres complètes de Menéndez Pelayo (1938, édition connue sous le nom d’« Édition nationale »), auteur de qui Sainz Rodríguez était un grand spécialiste. En 1939, il présenta son Projet de loi portant réforme de l’université, loi dont nombre des principes qui la sous-tendaient s’inspiraient des idées de Menéndez Pelayo. Comme directeur littéraire de la maison d’édition CIAP, il avait dirigé la collection populaire La Novela de Hoy (littér. le Roman d’aujourd’hui), où virent le jour dans ces années-là quelques-uns des romans de Salaverría : El planeta prodigioso (1929), La hija del saltimbanqui (1929), El Desdeñoso (1930), El revólver cargado (1931) et Una aventura en el tren (1931). Sainz Rodríguez et l’écrivain étaient liés par une commune aspiration à extirper la pornographie (ainsi que tout type de frasque sensuelle) hors des collections populaires de prose narrative vendues alors dans les kiosques à tous les coins de rue en Espagne.

## Conspirateur monarchiste
En dépit de l’amitié qui dès sa jeunesse l’avait lié au Caudillo, Sainz Rodríguez tomba bientôt en désaccord avec sa politique, refusant en particulier de souscrire à la Loi sur la franc-maçonnerie et le communisme, en conséquence de quoi il fut écarté de son poste de ministre peu après la fin de la Guerre civile,,. Pendant la Seconde Guerre mondiale, dans un État espagnol alors favorable à l’Allemagne (« germanophile »), Sainz Rodríguez adopta au contraire un positionnement favorable aux Alliés (« aliadophile »), qu'il présumait plus propice à la restauration de la monarchie en Espagne. De fait, le prétendant à la couronne d’Espagne Juan de Bourbon, père du prince Juan Carlos, se rapprocha de la Grande-Bretagne et conçut avec les Britanniques un plan où les Alliés, avec l’aide des monarchistes espagnols, envahiraient les Canaries et proclameraient sous la direction de don Juan un gouvernement provisoire de réconciliation nationale, plan qui aurait bénéficié de l’accord de Sainz Rodríguez, de Kindelán, d’Aranda, et du capitaine général des Canaries García Escámez. Franco cependant en eut vent, et Sainz Rodríguez, redoutant de tomber sous le coup d’une mesure de confinement dans les Canaries, s’échappa et élut domicile en juin 1942 à Lisbonne. Quand Juan de Bourbon se fixa à son tour à Estoril, non loin de la capitale portugaise, Sainz Rodríguez devint l’un de ses conseillers les plus proches. Membre du Conseil privé du comte de Barcelone,, il fut chargé de préparer plusieurs des entrevues entre celui-ci et Franco,, et don Juan avait coutume de soumettre à son approbation ses décisions majeures, notamment son Manifeste de Lausanne de mars 1945. Sainz Rodríguez traita avec des personnalités politiques du gouvernement de Salazar, entretenait des liens d’amitié avec Manuel Gonçalves Cerejeira, sans cesser pour autant de s’adonner à ses incessantes recherches dans le domaine de la critique littéraire, de l’expérience mystique et de la spiritualité.
Au début de la guerre, Sainz Rodríguez reçut la visite d’un groupe d’officiels allemands désireux de parlementer avec lui et sachant qu’il était un personnage clef pour amorcer une relation de quelque nature que ce soit avec le prétendant au trône d’Espagne Juan de Bourbon. Sainz Rodríguez a commenté comme suit cette visite :

« Dans un chalet situé derrière le bâtiment du golf d’Estoril — qui plus tard allait être pris en location par le comte de Barcelone [= Juan de Bourbon] et qui aujourd’hui s’appelle ‘Villa Giralda’ —, je déjeunai avec un groupe d’Allemands, dont un parmi eux m’était connu comme attaché de l’ambassade de Madrid, s’appelait Gardeman et était, d’après ce qui se disait, l’un des chefs du parti nazi en Espagne. Il vint accompagné de deux fonctionnaires de l’ambassade ou de la légation allemande à Lisbonne et de deux autres personnages qui se présentèrent comme représentants de Goering et du ministre des Affaires étrangères d’Allemagne, Ribbentrop.
 
Nous parlons de la marche de la guerre, de l’avenir politique de la Péninsule [Ibérique], de la situation en Espagne à ce moment-là… Je crois que c’était à l’époque où Serrano Suñer avait été limogé comme collaborateur politique de Franco, cependant nous ne parlons nullement de Serrano. Là où ils voulaient uniquement en venir était de me suggérer l’opportunité de ce que la future monarchie espagnole soit en bonne entente avec l’Allemagne et, à la fin, en vinrent à me proposer clairement et catégoriquement que si don Juan de Bourbon parvenait à un accord avec eux, l’Allemagne serait disposée à accélérer les choses en imposant la restauration immédiate de don Juan de Bourbon comme roi d’Espagne.

Je communiquai tout cela à don Juan et, bien sûr, je ne m’étais pas trompé. Il avait vu d’emblée avec une énorme répugnance l’hypothèse qu’une puissance étrangère intervienne dans sa restauration. »

Ce ne fut qu’en 1969, en vue de prendre possession de sa chaire à l’université de Comillas à Madrid, qu’il retourna enfin en Espagne. Dans ses mémoires, il donna pour motif ou comme prétexte de ce retard la pénible perspective d’un déménagement de sa copieuse bibliothèque personnelle, dont le poids, si l’on en croit ces mémoires, s’élevait à douze tonnes et comprenait plus de vingt mille volumes. Comme on avait omis jusque-là de publier la correspondance dans l’« Édition nationale » des œuvres de Menéndez Pelayo, Sainz Rodríguez entreprit, plus de quarante ans plus tard, alors que la monarchie bourbonienne avait été enfin restaurée, et en sa qualité de Patron-Directeur de la Fundación Universitaria Española, l’édition intégrale et définitive de ladite correspondance, dont fut chargé Manuel Revuelta Sañudo, directeur de la Bibliothèque de Menéndez Pelayo. Entre 1982 et 1990 parurent 22 volumes de correspondance (tous sous les auspices de la Fundación Universitaria Española, de Madrid), que vint compléter en 1991 un volume 23 contenant les index, dont un des destinataires et un thématique, pour un total de 15 299 lettres à et de Menéndez Pelayo.

## Académicien
Sainz Rodríguez était membre de l’Académie royale espagnole et de l’Académie royale d'histoire. Titulaire d'un fauteuil dans cette dernière depuis 1940, il ne fut cependant pas en mesure, en raison de son exil au Portugal, de prononcer son discours d’entrée avant novembre 1985. Un ensemble de  circonstances a fait que quelques-uns de ses travaux sur Andrés Burriel, érudit des Lumières espagnoles, se sont perdus.
Il s’éteignit en décembre 1986 à son domicile du numéro 58 de l’avenida de América à Madrid, des suites d’un arrêt cardiaque.